# José Manuel Esnal
José Manuel Esnal, znany pod przydomkiem Mané (ur. 25 marca 1950 w Balmasedzie) – hiszpański trener piłkarski.
Podczas trwającej przez ponad trzydzieści lat (1979–2009) kariery szkoleniowej Mané prowadził dziesięć klubów. Trenowane przezeń drużyny grały zazwyczaj w ustawieniu 5-3-2. W hiszpańskiej Primera División pracował z graczami Lleidy, Deportivo Alavés, Athleticu Bilbao oraz Espanyolu. Jego najlepszym osiągnięciem była 6. lokata w ostatecznej klasyfikacji sezonu 1999/2000. Babazorros (przydomek klubu z Vitorii) doprowadził do finału Pucharu UEFA 2000/2001, gdzie jego zespół po dogrywce pechowo uległ Liverpoolowi 4-5 (wcześniej wyeliminował Gaziantepspor, Lillestrøm, Rosenborg, Inter Mediolan, Rayo Vallecano oraz Kaiserslautern). W 2001 roku ten wąsaty jegomość sięgnął po nagrodę magazynu "Don Balón" dla najlepszego trenera La Liga.
Od 1980 do 1981 i od 1987 do 1988 roku był zatrudniony na stanowisku selekcjonera młodzieżowej reprezentacji Kraju Basków.